# Raymond Martin (Radsportler)

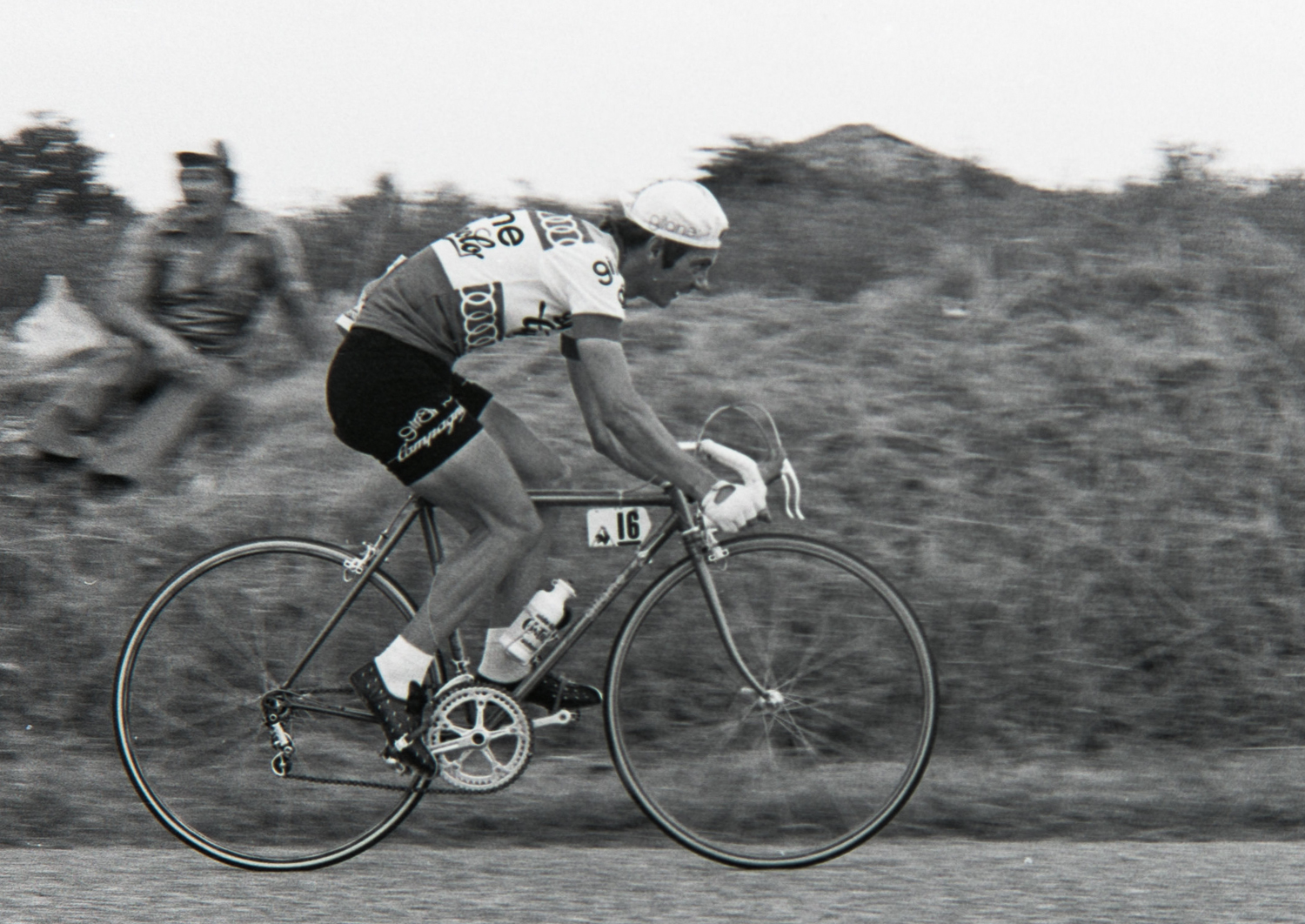
Raymond Martin bei der Tour de France 1976

Raymond Martin (* 22. Mai 1949 in Saint-Pierre-du-Regard) ist ein ehemaliger französischer Radrennfahrer.
Nachdem Martin 1972 französischer Amateurstraßenmeister geworden war und an den Olympischen Sommerspielen teilgenommen hatte (wobei er im olympischen Straßenrennen ausschied), wurde er 1973 Profi. Während seiner Profikarriere gewann er u. a. die Eintagesrennen Grand Prix Ouest France und zweimal Paris–Camembert. Bei der Tour de France 1980 wurde er Gesamtdritter und gewann die Bergwertung; 1982 wurde er Achter. Nach Ablauf der Saison 1983 beendete er seine Laufbahn.

## Erfolge
1972
- Französischer Amateur-Straßenmeister

1974
- Grand Prix Ouest France

1975
- Paris–Camembert

1978
- Grand Prix de Plumelec-Morbihan

1979
- Paris–Camembert

1980
- Trophée des Grimpeurs
- eine Etappe und  Bergwertung Tour de France